# Departamento Chical Co
Das Departamento Chical Co liegt im Westen der Provinz La Pampa im Zentrum Argentiniens und ist eine von 22 Verwaltungseinheiten der Provinz. 
Im Norden grenzt es an die Provinz Mendoza, im Osten an das Departamento Chalileo und im Süden an das Departamento Puelén.
Hauptstadt des Departamento ist Algarrobo del Águila.

## Gemeinden
Neben der Hauptstadt gibt es noch die Gemeinde La Humada.
Koordinaten: 36° 24′ S, 67° 30′ W